# 單層上皮細胞
單層上皮的定義是表面上皮由單一層細胞所構成。單層上皮大部分出現在參與選擇性擴散、吸收或分泌的界面處，它們抵抗機械性傷害的保護作用較低，因此不會出現在需承受此種擊力的表面處。構成單層上皮的細胞形狀可由非常扁平至高柱狀，端視其功能而定。單層扁平上皮適於擴散作用的進行，所以會出現在肺泡的氣囊、血管的內襯（內皮）和體腔內襯（間皮）處。反之，內襯小腸的高度活躍上皮細胞則通常比較高，因爲它們必須容納較多的胞器。單層扁平上皮具有各種的表面特化，如微絨毛和纖毛，它們可加強其特殊的表面功能。
另外可以分為
- 單層鱗狀上皮細胞（內皮細胞、間皮）
- 單層立方上皮細胞
- 單層柱狀上皮細胞
- 假複層柱狀上皮細胞（呼吸道上皮細胞）